# Arenaria luschanii
Arenaria luschanii är en nejlikväxtart som beskrevs av Mcneill. Arenaria luschanii ingår i släktet narvar, och familjen nejlikväxter. Inga underarter finns listade i Catalogue of Life.